# Östlig kungstyrann
Östlig kungstyrann (Tyrannus tyrannus) är en nordamerikansk tätting i familjen tyranner.

## Utseende och läte
Östlig kungstyrann är en medelstor kungstyrann med en kroppslängd på 19–23 centimeter med relativt korta men spetsiga vingar. Adulta fåglar är gråsvarta ovan och ljusa under med en lång svart vitspetsad stjärt. Mitt på hjässan har den en gul, orange eller röd fläck (därav släktesnamnet kungstyrann), men denna är mycket svår att se.
Sången är en serie höga och vassa elektriska toner som avslutas med en raspig summerton.

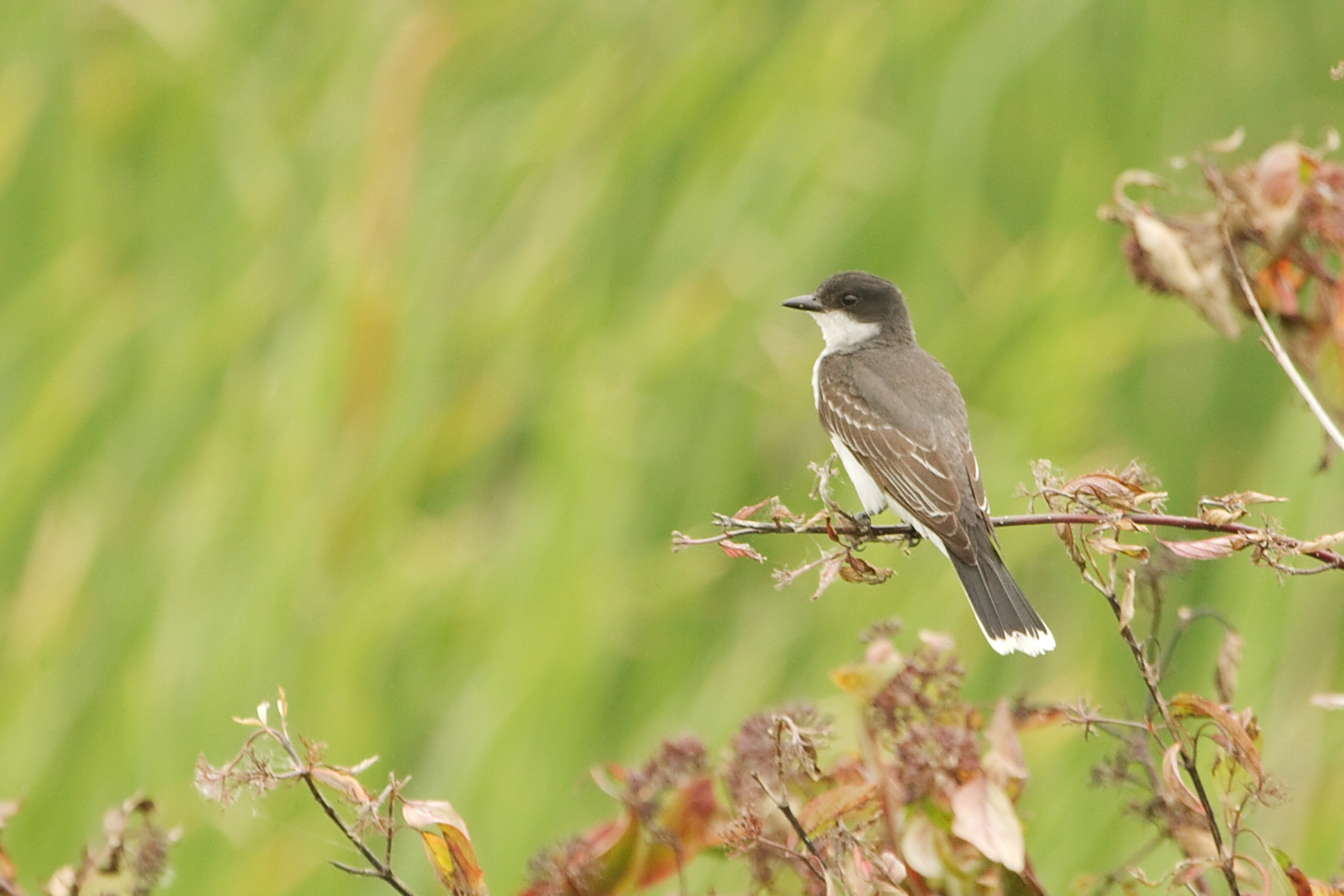
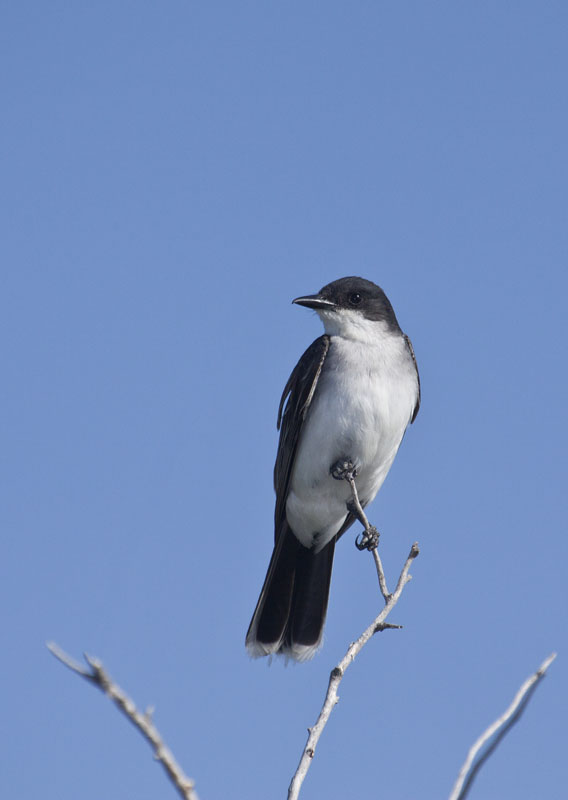
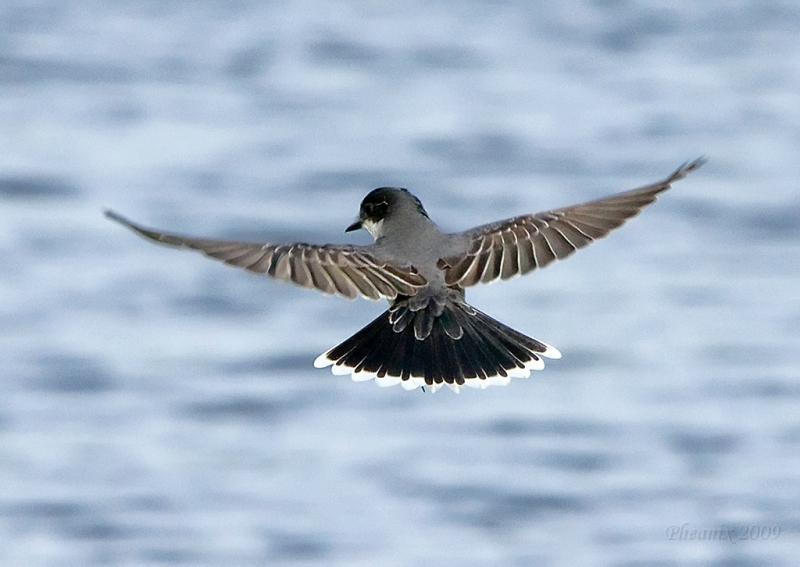

## Utbredning
Östlig kungstyrann häckar i centrala och östra delarna av Nordamerika och övervintrar i huvudsak i västra Amazonområdet. Den behandlas som monotypisk, det vill säga att den inte delas in i några underarter.

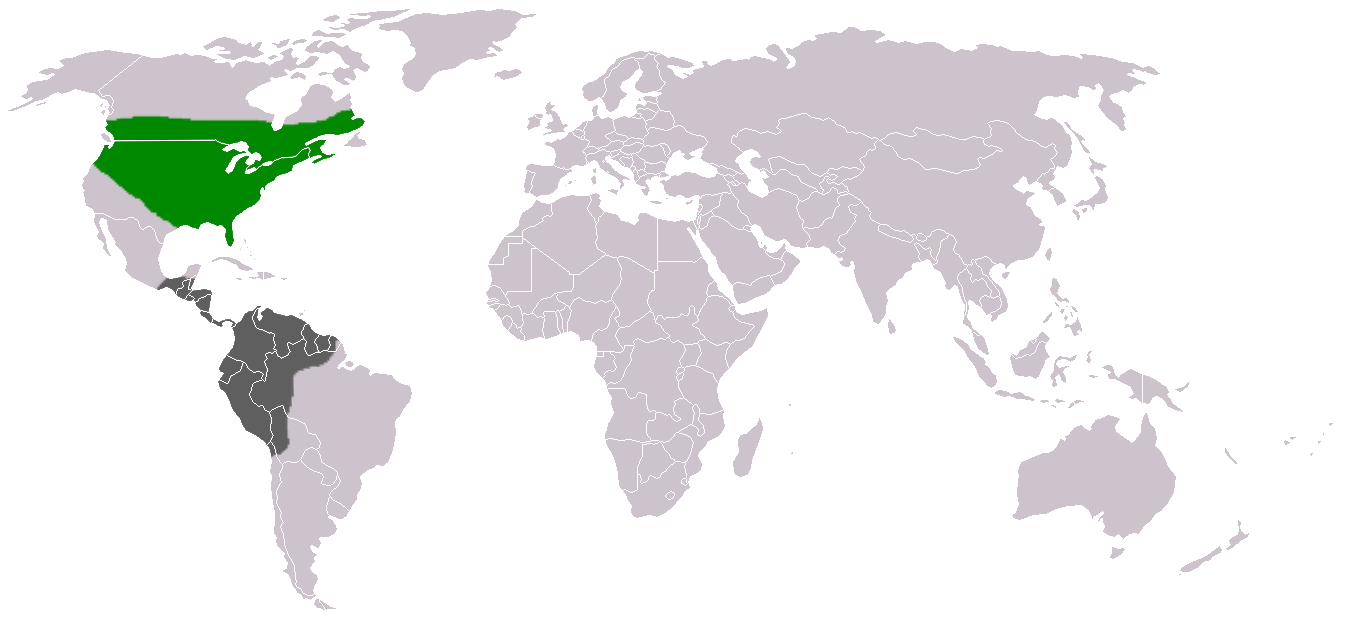
Häcknings- och övervintringsområde för östlig kungstyrann.

Arten är en mycket sällsynt gäst i Europa, med endast två fynd på Irland 2012 och 2013, ett i Yttre Hebriderna i Skottland 2016 och ett på Island i juli 2021.

## Levnadssätt
Fågeln förekommer i halvöppna miljöer med en mix av fält och träd, exempelvis fruktträdgårdar. Den ses sitta på en hög utkiksplats för att göra utfall mot någon insekt. Arten föredrar större insekter som den efter fångsten tar tillbaka till sin utkiksplats och slår ihjäl för att sedan svälja hela. På häckplats är den mycket territoriell och försvarar aggressivt reviret mot fåglar mycket större än den själv, som rödstjärtad vråk eller blåskrika.
Honan östlig kungstyrann bygger sitt bo i träd som gran, hagtorn, äpple, alm och mullbärsträd. Däri lägger hon två till fem ägg som ruvas i 14–17 dagar. Ungarna är flygga efter ytterligare 16–17 dagar, men föräldrarna fortsätter att ta hand om dem, totalt i sju veckor. Det gör att östlig kungstyrann bara hinner med att lägga en kull om året.

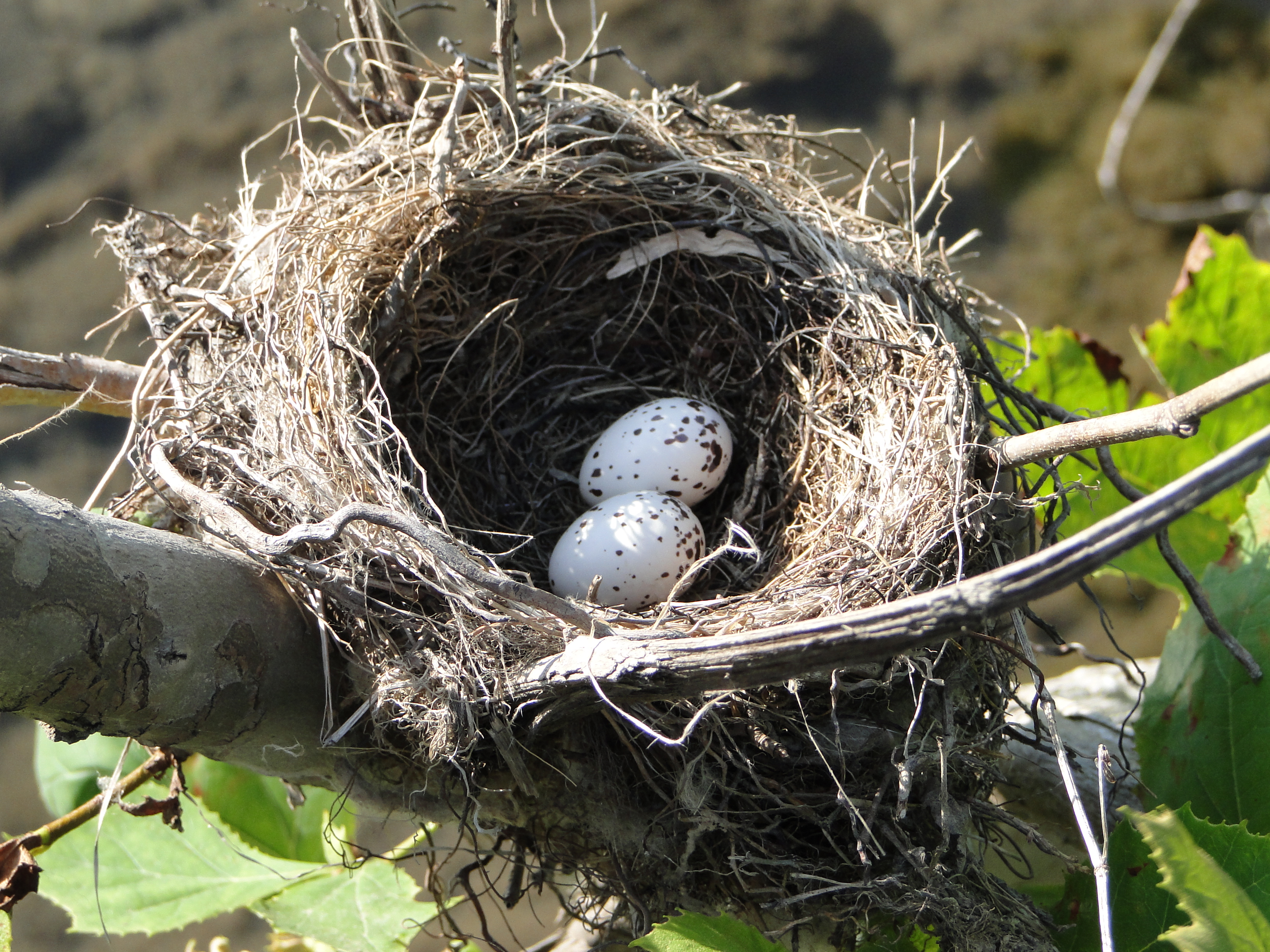
Östliga kungstyrannens bo.
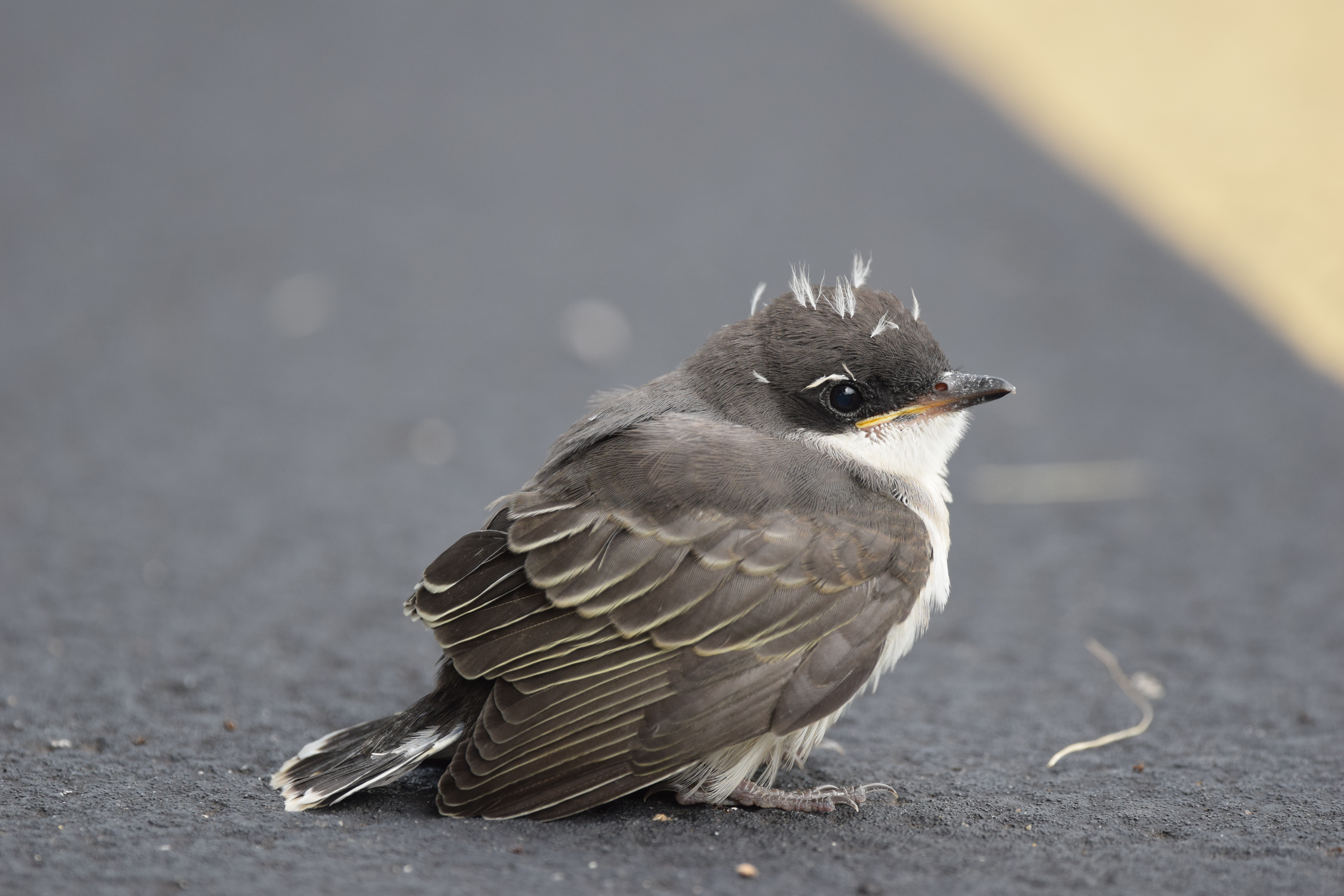
Nyligen flygg unge.

Successivt under häckningen och framför allt inför flyttningen övergår fågeln till en mer fruktbaserad diet. I övervintringsområdena lever den uteslutande av frukt, dessutom i skarp kontrast mot under häckningen flockvis.

## Status och hot
Östlig kungstyrann är den i Nordamerika mest spridda arten i släktet och är relativt vanlig. Den har dock minskat i antal med nästan 50% mellan 1966 och 2015, troligen på grund av urbanisering och besprutning.. Denna minskning anses dock inte vara tillräckligt kraftig för att den ska betraktas som hotad. Internationella naturvårdsunionen IUCN kategoriserar därför arten som livskraftig (LC). Fågeln har en världspopulation på 27 miljoner häckande individer.